# Tallusia
Tallusia Lehtinen & Saaristo, 1972 è un genere di ragni appartenente alla famiglia Linyphiidae.

## Distribuzione
Le cinque specie oggi note di questo genere sono state rinvenute nella regione paleartica: la specie dall'areale più vasto è la T. experta, reperita in varie località dell'intera regione.

## Tassonomia
Per la determinazione delle caratteristiche della specie tipo sono tenute in considerazione le analisi sugli esemplari di Centromerus expertus (O. P.-Cambridge, 1871), riconosciute valide in un lavoro di Millidge (1984b), contra un precedente lavoro degli aracnologi Locket, Merrett & Millidge del 1974 e un altro di Millidge del 1977 in cui considerava Tallusia un sinonimo posteriore di Centromerus Dahl, 1886.
Dal 2009 non sono stati esaminati esemplari di questo genere.
A dicembre 2012, si compone di cinque specie:
- Tallusia bicristata Lehtinen & Saaristo, 1972 — Turchia
- Tallusia experta (O. P.-Cambridge, 1871)[3] — Regione paleartica
- Tallusia forficala (Zhu & Tu, 1986) — Cina
- Tallusia pindos Thaler, 1997 — Grecia
- Tallusia vindobonensis (Kulczyński, 1898) — Europa centrale e orientale